# Раїсліп-гарденс (станція метро)
51°33′38″ пн. ш. 0°24′39″ зх. д. / 51.560556° пн. ш. 0.410833° зх. д.
Раїсліп-гарденс  (англ. Ruislip Gardens) — станція Центральної лінії Лондонського метрополітену. Станція знаходиться у Раїсліп, Гіллінгдон, Лондон, у 5-й тарифній зоні, на відгалуженні Раїсліп між метростанціями — Саут-Раїсліп та Вест-Раїсліп. В 2018 році пасажирообіг станції — 1.03 млн пасажирів.

## Історія
- 9 липня 1934: відкриття станції у складі Great Western and Great Central Joint Railway[en][4]
- 21 листопада 1948: відкриття трафіку Центральної лінії
- 21 липня 1958: припинення трафіку British Rail

## Пересадки
На автобуси London Buses маршруту E7 та шкільний маршрут 696.

## Послуги
| Попередня станція | Лінія | Лінія                                           | Лінія | Наступна станція |
| ----------------- | ----- | ----------------------------------------------- | ----- | ---------------- |
| Саут-Раїсліп      |       | Лондонське метро Центральна лінія петля Гаїнолт |       | Вест-Раїсліп     |